# Mart Sander

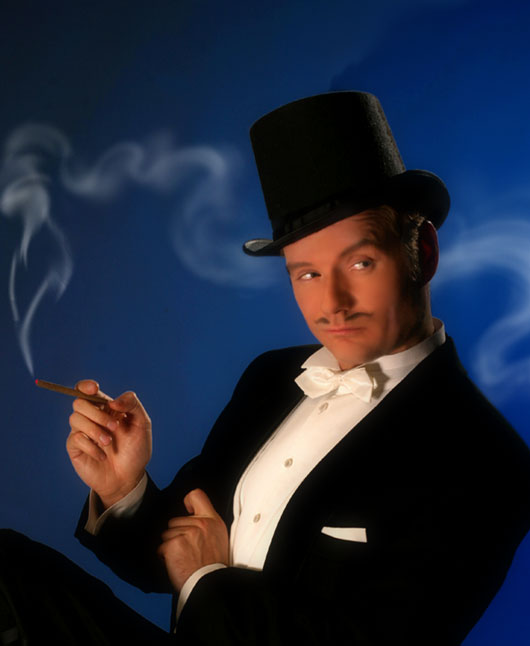
Mart Sander

Mart Sander (* 10. August 1967 in Tallinn) ist ein estnischer Musiker, Schauspieler, Sänger, Fernsehmoderator, Künstler und Schriftsteller.

## Leben
Sander lernte als Schüler des Tallinner Musikgymnasiums von 1973 bis 1977 Violine. Anschließend war er von 1977 bis 1980 auf der Tallinner Ballettschule (damals unter dem Namen Choreographieschule), und von 1983 bis 1986 lernte er Chorleitung auf der Georg-Ots-Musikschule.
Seine musikalische Karriere begann er an der Nationaloper Estonia, wo er von 1985 bis 1991 Mitglied des Ensembles war. Parallel dazu trat er als Solist des 1984 gegründeten Ensembles Modern Fox auf. Seit den 1980er-Jahren hat er in vielen verschiedenen Ländern als Musiker und Schauspieler gearbeitet, seit Ende der 1980er-Jahre verstärkt auch beim estnischen Rundfunk und estnischen Fernsehen.
Am meisten wird Sander im musikalischen Bereich wahrgenommen, aber er hat ebenso als internationaler Filmschauspieler, Schriftsteller und Maler ein beachtliches Œuvre vorzuweisen. Auch ist er als Produzent und Regisseur bei der Nationaloper Estonia aufgetreten. Im September 2014 wurde Sander von der Zeitung Postimees daher nicht unerwartet zu einem der zehn bedeutendsten Multitalente von Estland gekürt.
Mart Sander ist seit 2021 Mitglied des Estnischen Schriftstellerverbandes.

## Literarisches Werk
Sander schreibt sowohl auf Englisch als auch auf Estnisch. Er debütierte 1994 mit dem estnischen Prosaband Mercator, der zwei „ziemlich düstere Erzählungen“ enthält, „zeit- und raumlose[…] Texte, die nur wenig Anhaltspunkte auf konkrete Umgebungen geben…(…) Was sich stellenweise tatsächlich wie ein Krimi liest, biegt plötzlich von einer erahnten "Who-done-it"-Leitlinie ab und lappt ins Grausame, Absurde und annähernd Übernatürliche.“
2015 erschien der erste Band einer als Trilogie geplanten Serie Die Huren, die aus der Perspektive der Bewohnerinnen eines kleinen exklusiven Tallinner Bordells den politischen Umbruch im Zuge des Zweiten Weltkriegs beschreibt. Der erste Teil umfasst die Jahre 1939 und 1940 und behandelt somit den Fortgang der Deutsch-Balten aus Estland und die wenig später folgende Sowjetisierung. Der 2016 erschienene zweite Teil behandelt das Jahr 1941 bis zum Ausbruch des Deutsch-Sowjetischen Kriegs und der Okkupation Estlands durch die deutsche Wehrmacht. 2018 wurde die gleichnamige
Serie im estnischen Fernsehen ausgestrahlt. Der 2019 erschienene dritte Teil spielt in der zweiten Jahreshälfte des Jahres 1941, als die deutschen Truppen Estland besetzt haben. Nun kommen auch früher umgesiedelte Deutsch-Balten zurück, die sich teilweise wieder als Herren und Eigentümer aufspielen.

## Maler
Als bildender Künstler ist Sander Autodidakt. 2006 hatte er seine erste Ausstellung, der bald weitere folgten. 2010 fertigte er anlässlich eines Konzerts von Madonna in Tallinn ein Porträt von ihr an.

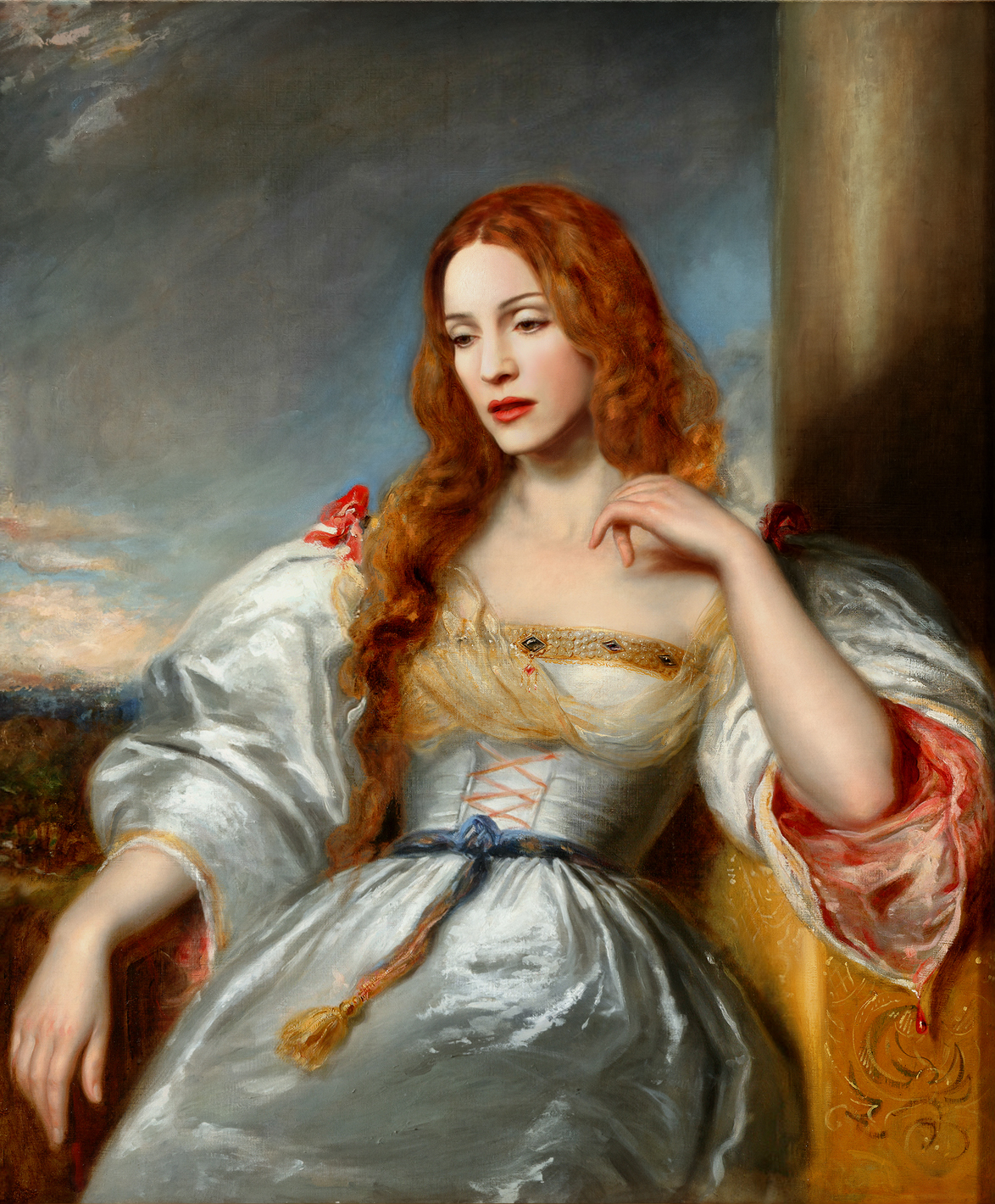
Mittelalterliche Madonna, 40x33 Öl auf Leinen, 2010
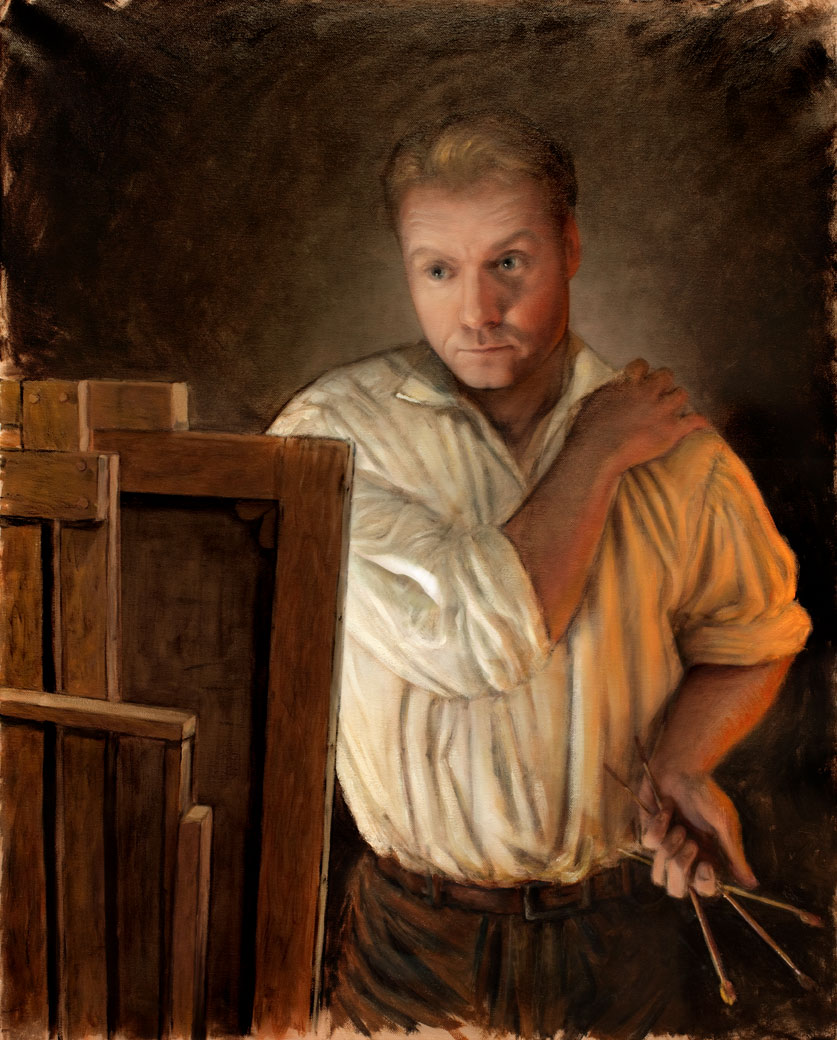
Selbstporträt als enttäuschter Künstler, 2010

## Bibliografie
- Mercator ('Mercator'). Tallinn: Underwelt 1994. 215 S.
- Z, the Terminal Letter. Tallinn: Martin & Martin 2005. 375 S.
- Lux Gravis. Tallinn LiteRarity 2008. 444 S.
- The Swan Prince.Tallinn: Pilgrim Books 2013. 53 S.
- Litsid. Naiste sõda. Esimene raamat ('Die Huren. Krieg der Frauen. Erstes Buch'). s. l.: AS Ajakirjade Kirjastus 2015. 279 S.
- Litsid. Naiste sõda. Teine raamat ('Die Huren. Krieg der Frauen. Zweites Buch'). s. l.: Paradiis 2016. 239 S.
- Litsid. Naiste sõda. Kolmas raamat ('Die Huren. Krieg der Frauen. Drittes Buch'). s. l.: Literarity 2019. 251 S.

## Übersetzungen
Der erste Teil von Litsid. Naiste sõda ist auf Finnisch erschienen:
- Ilolinnut. Ensimmäinen kirja. Rouva Kukkin tytöt. Suomentanut Kaisu Lahikainen. Helsinki: WSOY 2022. 395 S.

## Diskografie
- Kohv ja suudlused (Single) (Eesti Raadio, 1986, CD)
- Modern Fox (Melodija, 1987, CD LP)
- Modern Fox (Bang Trax / Megarecords, 1989, CD)
- Ööbiku Suudlus (THEKA, 1993, CD MC)
- Horror Radio Parimad Palad (THEKA, 1993, MC)
- Mercator (Raamat, 1994, CD)
- Modern Fox 10 (Urmas Kõiv, 1994, MC)
- Modern Fox: Juubelialbum (Mart Sander / Jüri Leiten, 1999, CD)
- Bel-Etage: 1900 (Mart Sander, 2003, CD)
- Swing Mind Ikka Lohutab (Global Music, 2003, CD)
- The Monckton Album (Divine Art, 2004, CD)
- Nüüd lendame! (Theatre Bel-Etage, 2005, CD)
- Five-Fifteen. A Tribute to the BBC Dance Orchestra (Divine Art, 2005, CD)
- Five Fifteen – A Tribute to Swing Swindlers (Divine Art, 2005, CD)
- Landessender Reval. German Swing Music 1940-1945 (Divine Art, 2006, CD)
- The Finck Album (Divine Art, 2006, CD)
- Deutsche Swingmusik 1939-1945 (Mart Sander, 2006, CD)
- Deutsche Swingmusik 1939-1945 (Mart Sander & Theatre Bel-Etage, 2006, CD)
- Tähtede Taga (koos Riho Sibul, Liisi Koikson ja Rebecca Kontus, Crescendo, 2007, CD)
- The Swing Swindlers – In Concert and on Film (DVD; Bel-Etage Film, 2007, CD)
- Swing & Sweet (Theatre Bel-Etage, 2012, CD)
- The Finck Album (comp -Herman Finck; Theatre Bel-Etage, 2012, CD)[5]
- Raskete aegade laulud – Valgre ja sõbrad (2013) Mit dem Bel-Etage Swingorchester[6]
- Swing And Sweet – Art Deco Music From the 1930s (Theatre Bel-Etage, 2014, CD)
- Bella Italia (Theatre Bel-Etage, 2015, Doppel-CD)